# Domosclerus edulis
Domosclerus edulis är en mossdjursart som beskrevs av Gordon 1993. Domosclerus edulis ingår i släktet Domosclerus och familjen Bifaxariidae. Inga underarter finns listade i Catalogue of Life.